# Fie Bruun
Fie Bruun ist eine dänische Fußballschiedsrichterassistentin.
Bruun leitet seit 2019 Spiele in der dänischen Elitedivisionen, der höchsten dänischen Frauenfußballliga.
Seit 2021 steht sie auf der Liste der FIFA-Schiedsrichter und ist an der Spielleitung internationaler Fußballspiele beteiligt, unter anderem in der Women’s Champions League.
Bruun war unter anderem Schiedsrichterassistentin bei der U-19-Europameisterschaft 2024 in Litauen und bei der U-17-Weltmeisterschaft 2024 in der Dominikanischen Republik sowie bei diversen Qualifikations- und Freundschaftsspielen.
Im April 2025 wurde Bruun gemeinsam mit Monica Løkkeberg als Assistentin von Frida Klarlund für die Europameisterschaft 2025 in der Schweiz nominiert.